# 马来西亚—乌干达关系
马来西亚－乌干达关系是马来西亚与乌干达的双边关系。两国自1962年乌干达独立后就建立了外交关系。马来西亚暂未在坎巴拉设立高级专员公署，对乌干达的业务由驻肯尼亚高级专员公署兼辖，马来西亚也在坎帕拉设立名誉领事，以发展双边关系，乌干达在吉隆坡设有高级专员公署。1998年，两国签署了经济、科学、技术和文化合作协议的谅解备忘录。2001年8月，马来西亚首相马哈迪·莫哈末抵达坎巴拉参与2001年南部非洲-全球国际对话（SAID-Global 2001），并在会上发表主旨演讲。
林國榮創意科技大學等一些马来西亚高等院校在乌干达开设了分校。